# Кажаєво
Кажа́єво (рос. Кажаево, башк. Ҡужай) — присілок у складі Учалинського району Башкортостану, Росія. Входить до складу Тунгатаровської сільської ради.
Населення — 57 осіб (2010; 74 в 2002).
Національний склад:
- башкири — 96%